# Кампањол
Кампањол (фр. Campagnolles) је насељено место у Француској у региону Доња Нормандија, у департману Калвадос.
По подацима из 2011. године у општини је живело 457 становника, а густина насељености је износила 45,43 становника/km².

## Демографија
| 1962. | 1968. | 1975. | 1982. | 1990. | 2011. |
| ----- | ----- | ----- | ----- | ----- | ----- |
| 354   | 361   | 361   | 364   | 417   | 457   |